# Брезова Коса
Брезова Коса је насељено мјесто у Босни и Херцеговини у Граду Цазину које административно припада Федерацији Босне и Херцеговине. Према попису становништва из 2013. у насељу је живјело 847 становника.

## Становништво
| Националност       | 1991.        | 1981.        | 1971.        |
| Муслимани          | 799 (99,50%) | 786 (99,74%) | 789 (99,87%) |
| Срби               | 0            | 0            | 0            |
| Хрвати             | 0            | 0            | 0            |
| Југословени        | 0            | 2 (0,25%)    | 0            |
| остали и непознато | 4 (0,49%)    | 0            | 1 (0,12%)    |
| Укупно             | 803          | 788          | 790          |